# Mauro Della Martira
Mauro Della Martira (Roma, 16 dicembre 1951) è un ex calciatore italiano, di ruolo difensore.

## Carriera

### Giocatore

Della Martira al Perugia, nella sfida contro la Roma del 23 marzo 1980: al fischio finale sarà arrestato per il suo coinvolgimento nel Totonero.

Iniziò la carriera nel Bettini Quadraro, squadra della periferia sudorientale romana. Debuttò a livello professionistico con l'Arezzo, per poi militare nella Fiorentina dal 1973 al 1978, partecipando alla vittoria della Coppa Italia 1974-1975.
Dopo la parentesi viola si trasferì al Perugia dove fu fra i protagonisti della squadra dei miracoli della stagione 1978-1979, nella quale gli umbri chiusero il campionato di Serie A al secondo posto e, prima squadra nella storia del girone unico, imbattuti.
Proprio a Perugia rimase coinvolto, nella primavera del 1980, nello scandalo del Totonero, venendo squalificato per cinque anni; tornò a giocare dopo la decisione della FIGC, successiva alla vittoria azzurra al campionato del mondo 1982, di ridurre di due anni le inibizioni ai calciatori ancora sotto squalifica, sicché militò nella Lazio nella stagione 1983-1984 prima del definitivo ritiro.
In carriera ha totalizzato complessivamente 145 presenze e 5 reti in Serie A.

### Dopo il ritiro
Una volta terminata la carriera agonistica, a metà degli anni 80 ricoprì il ruolo di responsabile marketing della Lazio sotto la presidenza di Giorgio Chinaglia.
Possiede un ristorante a Londra.

## Palmarès

### Club

#### Competizioni nazionali
- Coppa Italia: 1

Fiorentina: 1974-1975

#### Competizioni internazionali
- Coppa di Lega Italo-Inglese: 1

Fiorentina: 1975